# Réflexions sur les causes de la liberté et de l'oppression sociale
L'ouvrage intitulé Réflexions sur les causes de la liberté et de l'oppression sociale est un essai de la philosophe française Simone Weil, écrit en 1934 et publié en 1955 dans le recueil Oppression et liberté, dans la collection « Espoir » que dirigeait Albert Camus aux éditions Gallimard. Comme tous les livres de Weil, il a été publié à titre posthume. Il s'agit, avec L'Enracinement, de l'œuvre philosophique la plus importante de Weil, qui la désignait comme son « grand œuvre » ou son « testament ».

## Contexte historique
En septembre 1933, La Critique sociale faisait paraître un article de Julius Dickmann qui eut une influence notable sur la rédaction des Réflexions sur les causes de la liberté et de l'oppression sociale. Weil en ayant pris connaissance, elle propose à Boris Souvarine, fondateur de la revue, d'approfondir le sujet de la « limite de la production ». Elle procède à une analyse détaillée du texte de Dickmann dans le premier de ses Cahiers, tenu durant les années 1933-1934. Elle note plusieurs idées qu'elle veut inclure dans son article et en conçoit le plan. Elle accumule ainsi des notes en vue d'un article sur les conditions de travail des ouvriers et plus largement sur la situation sociale et économique de son temps. Il s'agit donc initialement d'une publication prévue pour le no 12 de La Critique sociale ; la revue cesse toutefois de paraître après le no 11 publié en mars 1934.
Weil commence vraisemblablement à écrire le texte définitif des Réflexions au printemps 1934. En mai ou juin 1934, elle écrit à sa mère de Roanne, où elle enseigne, que Souvarine l'a informée que le no 12 de La Critique sociale ne paraîtra pas, mais qu'elle prévoit terminer l'article tout de même, étant incapable de s'arrêter dans son élan. Dans les lettres à sa mère qui suivent, elle dit être obsédée par l'achèvement de son texte et ne pouvoir penser à rien d'autre, et aussi qu'elle a demandé un congé, taisant toutefois la raison, c'est-à-dire son intention de travailler en usine. Weil souhaite prendre des vacances à l'été 1934, mais, accaparée par la rédaction du texte qui deviendra les Réflexions, elle écrit avec acharnement tout l'été. En vacances avec sa famille en août, elle demeure enfermée dans sa chambre à écrire. Elle poursuit sur ce rythme à l'automne. L'article s'allonge et devient un essai, que Weil termine en décembre de la même année, juste avant d'aller travailler comme ouvrière en usine.
Boris Souvarine était prêt à faire imprimer l'essai de Simone Weil sous une forme ou une autre, ce que confirme une lettre de Weil au syndicaliste révolutionnaire Nicolas Lazarévitch écrite en mars 1935, alors qu'elle est mise à pied : « avant d'entrer dans cette usine, j'ai terminé un long papier que la Critique sortira sans doute d'ici peu », sollicitant ensuite l'avis de Lazarévitch sur les conclusions auxquelles elle dit être arrivée. Cependant Weil renonça entretemps à le publier, souhaitant lui apporter des corrections, puis le réécrire entièrement.

## Résumé

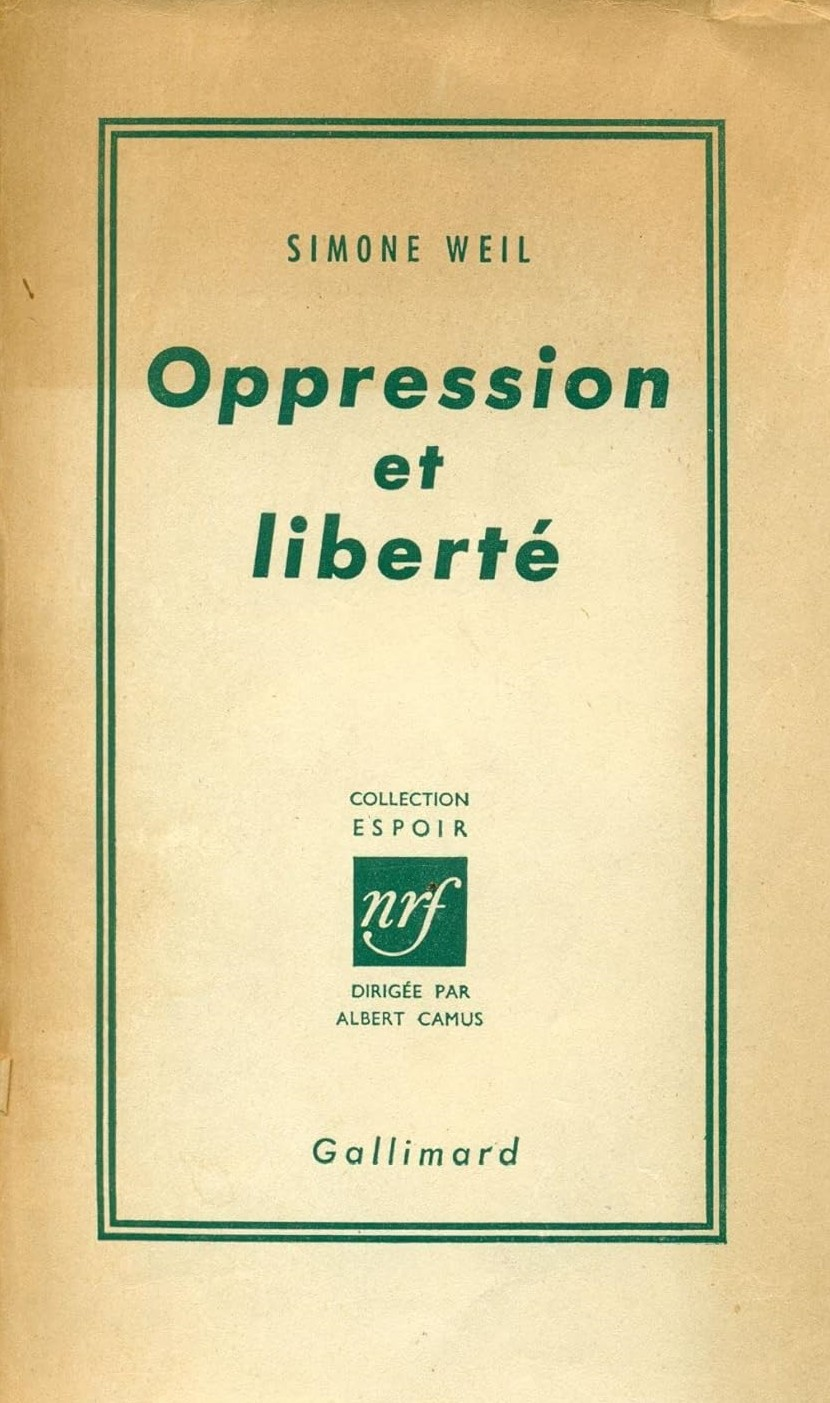
Couverture originale du recueil Oppression et liberté (1955) de Simone Weil, dans lequel les Réflexions sur les causes de la liberté et de l'oppression sociale paraissent pour la première fois.

De manière générale, Simone Weil se demande dans cet essai à quelles conditions le travail peut constituer un acte libre. Toutefois, le passage de l'oppression à la liberté ne réside pas, selon elle, dans l'abolition du travail, malgré ce que pourraient croire les utopistes qui rêvent d'une société des loisirs, ni dans la libération du travail humain par la machine, contrairement à ce que les adeptes du progrès technique pourraient s'imaginer. Car il ne s'agit pas, selon Weil, de libérer les êtres humains de toute forme de travail ; même si c'était possible, ce n'est nullement souhaitable. Elle affirme en effet que « la notion du travail considéré comme une valeur humaine est sans doute l'unique conquête spirituelle qu'ait faite la pensée humaine depuis le miracle grec ». Le travail a une valeur en soi et doit tenir une place primordiale dans la vie humaine ; suivant les derniers mots de Weil dans L'Enracinement, soit neuf ans après la rédaction des Réflexions, « il est facile de définir la place que doit occuper le travail physique dans une vie sociale bien ordonnée. Il doit en être le centre spirituel ».
Il s'agit donc de redonner au travail la valeur qui est la sienne, celle d'une « conquête spirituelle » ou d'un « centre spirituel » dans la vie humaine. C'est à cette condition que pourrait apparaître une société d'hommes libres, car leurs actions procéderaient de la pensée méthodique plutôt que de dépendre de leurs désirs et de leurs craintes. En concevant le travail selon sa valeur propre, l'être humain sort de l'imaginaire et se confronte à la réalité, c'est-à-dire au vrai rapport qui définit sa liberté, celui entre l'acte et la réflexion qui le guide. Weil affirme en effet que la liberté ne consiste pas à satisfaire ses désirs et à ignorer ses craintes ; il s'agit là d'un esclavage. La liberté véritable se définit plutôt « par un rapport entre la pensée et l'action ». En ce sens, « serait tout à fait libre l'homme dont toutes les actions procéderaient d'un jugement préalable concernant la fin qu'il se propose et l’enchaînement des moyens propres à amener cette fin ».
Ainsi, libérer les travailleurs de l'oppression revient en fait à libérer le travail lui-même des conceptions erronées que l'on entretient à son propos. Weil crédite Francis Bacon d'avoir fait apparaître la valeur humaine du travail, notamment par la formule selon laquelle « l'homme commande à la nature en lui obéissant ». Cette formule « suffit pour définir le travail véritable, celui qui fait les hommes libres, et cela dans la mesure même où il est un acte de soumission consciente à la nécessité ». Weil refuse en définitive que le travail soit vu comme une « désespérante malédiction », c'est-à-dire « comme la marque de l'esclavage et de l'abjection des hommes », ainsi que le suppose la Genèse. Une société libre n'est pas selon elle un monde sans travail, car être libre, pour l'esprit, c'est « renouveler activement le pacte qui l'unit à l'univers » ; en effet, « dans le travail, l'esprit est mis en contact avec la réalité du monde, de sorte qu'il ne se réduit pas à une suite d'actions posées sous la contrainte ». En fait, c'est par un tel acte que « se réalise l'union de la nécessité et de la liberté ». Le travail, selon Weil, n'est rien de moins que « l'acte humain par excellence ».

## Éditions
Le texte des Réflexions sur les causes de la liberté et de l'oppression sociale paraît pour la première fois, accompagné d'autres essais et articles, dans le recueil Oppression et liberté (Paris, Gallimard, coll. « Espoir », 1955, 280 p.). L'ouvrage est ensuite publié seul, en édition de poche, dans les collections « Idées » (1980) puis « Folio essais » (1998, 160 p.) chez Gallimard. L'édition critique du texte, introduit et annoté par Géraldi Leroy (d) et Anne Roche, se trouve au deuxième volume du second tome des Œuvres complètes de Simone Weil, aux pages 27 à 109. Les éditions Libertalia ont publié une édition de poche (2022, 360 p.) due aux soins de Robert Chenavier, qui a vérifié le texte sur le manuscrit original. Il s'agit de l'édition la plus complète ; elle est abondamment annotée et suivie d'une étude approfondie. Une édition scolaire avec présentation, notes et dossier par Pasquier Lambert (d) existe également aux éditions JFD (2023, 174 p.).